# Perry (New York)
Perry è un comune degli Stati Uniti d'America, situato nello stato di New York, nella contea di Wyoming.